# Christchurch

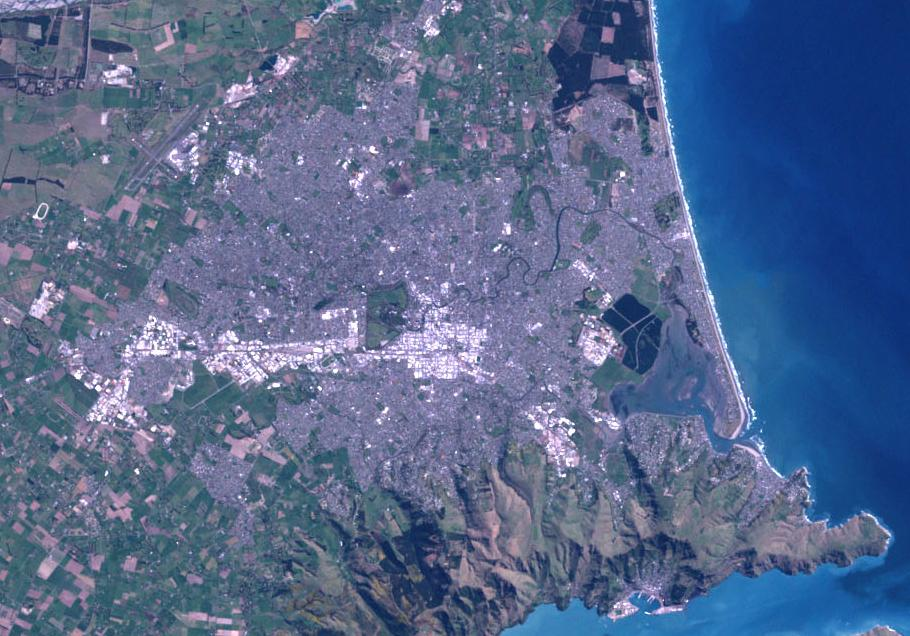
Christchurch

Christchurch (în maori: Ōtautahi) este cel mai mare dintre orașele Insulei de Sud a Noii Zeelande, precum și cel de-al treilea ca mărime din această țară. Este situat în mijlocul insulei de sud, pe coasta de est, în nordul peninsulei Banks.
Orașul și-a căpătat denumirea după celebra catedrală a orașului, care se numește Christ Church (Biserica lui Cristos). Inițial, numele orașului a fost scris în mod similar (Christ Church), dar în timp s-a adoptat forma contrasă Christchurch. Numele maori este o versiune scurtă derivată din Te Whenua o Te Potiki-Tautahi.
Christchurch poate fi considerat ca fiind capitala provinciei Canterbury.

## Climat

Un colţ din Cathedral Square

Orașul are un climat temperat, cu temperaturi maxime de la 15 până la 25 °C în luna ianuarie (sezonul de vară în emisfera sudică) și temperaturi maxime cuprinse între 5 și 15 °C în luna iulie. Climatul de vară este adesea moderat de către briza de NE, dar cu toate acestea s-a înregistrat o temperatură record de 41,6 °C în februarie 1973. O altă caracteristică deosebită a acestei zone este curentul de NV (australian), care poate aduce în plină iarnă o ridicare bruscă a temperaturilor (temperaturi echivalente sezonului de vară).
Pe durata nopților, în sezonul de iarnă temperaturile pot coborî sub zero grade, putând fi urmate de căderi de zăpadă în zonele suburbiilor din zona dealurilor. În medie, o dată sau de două ori pe an pot fi căderi de zăpadă în zonele deluroase și aproximativ o dată sau de două ori la doi ani în zonele de câmpie.

## Cutremurul din 2011
Pe data de 22 februarie 2011 orașul a fost lovit de un puternic cutremur (magnitudine 6.3 pe scara Richter), soldat cu cel puțin 145 de morți.

## Atentatul terorist din 2019
Vezi și Atacurile teroriste din Christchurch din 2019
Orașul a fost locul unui sângeros atac terorist în data de 15 martie 2019. Un extremist de dreapta, neo-nazist, a deschis focul într-o moschee și un centru islamic din oraș, ducând la moartea a aproximativ 50 de parsoane. Cauzele atentatului au fost generate de rasism, islamofobie și teoriile conspirației.

## Demografie
În 2010 populația acestui oraș era de 376,700 locuitori,iar densitatea populației de 264.2/km 2